# Frente Social y Político
El Frente Social y político fue una coalición política de izquierda de Colombia, integrada por el Partido Comunista Colombiano, la Unión Patriótica y grupos como: Presentes por el Socialismo, Poder y Unidad Popular, Fuerza Común, Colectivo Sindical Guillermo Marín, el Movimiento por la Defensa de los Derechos del Pueblo entre otras organizaciones sociales y sindicales. Creado en 1999, para presentar las elecciones locales en 2000, y luego en las legislativas de 2002, hizo que el exmagistrado de la corte constitucional Carlos Gaviria Díaz tuviera un escaño en el Senado.
En el 2005 hace parte de la coalición Alternativa Democrática, y posteriormente del Polo Democrático Alternativo en 2006, apoyando a Carlos Gaviria Díaz a la presidencia de la república. Actualmente no es un Partido Político.
- Datos: Q5869384